# Otto Bergman
Bror Otto Bergman, född den 29 april 1865 i Göteborg, död den 8 juni 1932, var en svensk jurist och ämbetsman.
Efter juris utriusque kandidatexamen 1889 blev Bergman vice häradshövding 1892, fiskal i Svea hovrätt 1898, assessor 1901, konstituerad revisionssekreterare 1903 samt expeditionschef i Ecklesiastikdepartementet 1904. Han blev justitieråd 1908, vilket han förblev till sin död, och ordförande i direktionen för Drottninghuset 1909.
Bergman var ledamot i Hedvig Eleonora församlings kyrkoråd 1914–1928, ordförande i styrelsen för Systrarna Elfvings stiftelse samt i föreningen Hedvig Eleonoragården.
Han var gift med Valborg Hedvig Eleonora, född 1874 i Göteborg. De är begravda på Norra begravningsplatsen utanför Stockholm.

## Utmärkelser
- Kommendör av första klassen av Nordstjärneorden, 6 juni 1910.[3]
- Kommendör med stora korset av Nordstjärneorden, 6 juni 1917.[4]